# 義大利入侵埃及

1940年西部沙漠

意大利入侵埃及（英語：Italian Invasion of Egypt）是指第二次世界大战期间西部沙漠战场上意大利王国对英联邦和自由法国发动的一次攻势行动。最初，进攻的目标是夺取苏伊士运河。为达成目标，来自意屬利比亞的意大利军队将必须前进穿过埃及北部以到达运河。在多次延迟之后，攻势的目标被大大降低。最后，目标是进入埃及并攻击那些阻止进军的部队。
在入侵过程中当意大利军队进入埃及65英里（105公里）后，他们仅仅遭遇了英军的掩护预警部队，并没能和主力部队交战。掩护部队由第7装甲师的一个加强旅组成。由第7装甲师剩余部分和印度第4步兵师组成的英军主力驻扎在迈尔萨·马特鲁，距离義军突破最远处80英里（130公里）。

## 背景
1940年6月10日，意大利在德國勢破如竹快把法國擊敗之際向英国和法国宣战。作为回应，在6月13日埃及国会断绝了和意大利的外交关系，但是声明除非遭到攻击否则不会参战。1939年9月，埃及政府对德国作出过相同举动。然而，虽然埃及保持中立，但它签署了1936年英埃条约。该条约允许英国军队在苏伊士运河遭到威胁时占领埃及。
当意大利宣战时，它有两个集团军驻扎在利比亚：第5集团军和第10集团军。第5集团军驻扎在的黎波里塔尼亚以面对在突尼斯的法国军队。第10集团军驻扎在昔兰尼加，它面对在埃及的英军。这两个集团军中，在宣战时第5集团军更为庞大拥有九个师，第10集团军拥有五个师。当法国战败以后，第5集团军的师和物资可以被分散以加强和增援第10集团军。至入侵时，第10集团军拥有10个师而第5集团军拥有4个。但是在昔兰尼加数量庞大的意大利军队仍然受到运输不足的阻碍，军官训练水平低以及支援武器的状况削弱了意大利军队。在整个意大利皇家军队中，炮兵和坦克部队的士气最高。但是大炮陈旧且普遍口径偏小。甚至炮弹的破坏性不足。意大利驻利比亚的装甲部队由数以百计的L3轻型坦克组成。这些双人操纵的机枪运输装置事实上都是些小坦克。在战前他们就暴露出他们的虚弱和缺乏有效性。仅仅在近期有大约70輛M11型中型坦克到达。
几乎从一开始，在北非的意大利军队的形势就没有往好的方向发展。6月12日，63名意军被俘。
6月17日，在第6步兵师指挥部的基础上组建了西部沙漠军队（WDF）司令部。由理查德·奥康纳指挥，西部沙漠军队包括所有直接面对在昔兰尼加意军的部队。因为这个司令部奥康纳被提拔为中将，他拥有得到飞机、坦克和大炮支援的大约10000人。奥康纳的方法是在沿着前线的快速巡逻中交战。他着手在无人区组建了由第7装甲师单位组成的移动编队，“苏格兰高地纵队”（jock columns），该编队包括坦克，步兵和大炮。这些小型但是受过良好训练的正规军队发动了最初的进攻，穿过边境袭击了意大利护卫队和强化阵地。在意大利宣战的一周以内，英国第11轻骑兵团（阿伯特王子团）攻占了利比亚境内的卡普佐要塞。在巴比迪亚东面的一次埋伏当中，英军俘虏了第10集团军工程兵司令拉图西（Lastucci）将军。
6月28日，意大利北非总司令和利比亚总督伊塔洛·巴尔博元帅在图卜鲁格着陆时被友军炮火误杀。巴尔博被认为比他同时代的人更为看重现代科技在战争中的作用。他也了解意大利在北非成功的一个机会是基于突然袭击的快速攻势。然而，由于之前宣战，巴尔博对墨索里尼发出了他的疑虑：不是人员的数量而是他们武器让我感到忧虑，反坦克武器和防空武器几乎都是缺乏的......如果我们不能提供给他们必须的物资以移动和战斗就无法多派出几千人的军队。巴尔博需要的所有物资包括：一千辆卡车，一百辆水罐车和更多的中型坦克和反坦克炮。这些物资是意大利不能提供或甚至不能生产的。在罗马的总参谋长彼得羅·巴多格里奧（Pietro Badoglio）元帅以不切实际的承诺回复巴尔博的需求。据巴多格里奧所说：“当你拥有70辆中型坦克时，你将处于优势。”在他死之前，巴尔博正在准备于7月15发动一场突袭进入埃及。
意大利独裁者贝尼托·墨索里尼用魯道夫·格拉齊亞尼元帅取代巴尔博成为总司令和总督。墨索里尼命令格拉齐亚尼于8月8日发动一场进攻进入埃及。这是格拉齐亚尼错过的许多最终期限之一。格拉齐亚尼向墨索里尼抱怨说第10集团军没有适当装备进行这样一场行动。格拉齐亚尼进一步抱怨说攻入埃及不可能成功。墨索里尼命令格拉齐亚尼无论如何都必须进攻。

## 战场
当意大利打算入侵埃及的时候，英国估计意大利将要沿着地中海公路快速推进140英里（230公里）占领铁路终点并以迈尔萨·马特鲁为基地，并正在为此作准备。在这个地区，沙漠是机械化部队不受阻碍的行动的理想场所。悬崖在向南的内陆大约10英里（16公里）处和海岸平行。在悬崖和海岸之间的区域为沿着许多线路以各种各样的方法前进提供了广阔的活动范围。
然而，悬崖和海岸在靠近一个小港口塞卢姆附近的某处会合。那里，许多岩石组成的自然障碍物妨碍了机动性。
意大利入侵者将要穿越不发达和缺水的土地，军队的行动范围，到海岸的行动距离取决于两个要素。第一是在它的配置中有多少机械化运输的部队。第二是军队可以携带的补给的数量。食物，油料和备用零件是非常重要的，但在这些补给品中，水是第一位的。

## 双方军队
当时，英国阿奇博尔德·韦维尔将军以埃及为基地的中东司令部拥有大约36,000人的军队（包括支援和行政单位）。他将使用这些军队防御埃及和苏伊士运河，对抗敌方驻扎在利比亚的估计总数250,000人的意大利军队和驻扎在意属东非的估计总数250,000人的军队。

### 意大利
由马里奥·贝尔蒂指挥的指挥的第10集团军的10个师被组成了5个军，第20、21、22、23军和新成立的“利比亚师集群”，或者简称为“利比亚军”。第10集团军的师是标准的義大利“2进制”步兵师（1938年義军改组，把每个师3个步兵团改成两个步兵团）或者是黑衫党步兵师或者是利比亚殖民地步兵师。第10集团军进入埃及的部分是利比亚军、第23军和第21军。
利比亚军由两个利比亚步兵师和“马莱蒂集团”组成。后者是由6个以卡车运输的利比亚营组成的特殊单位，由彼得羅·马莱蒂（Pietro Maletti）将军指挥。这个机械化集团包括很多意大利现有的装甲部队和几乎所有的M11/39中型坦克。当马莱蒂随着他的部队前进时，格拉齐亚尼命令驻扎在距离图卜鲁格许多英里之外的剩余的意大利部队全面入侵。
贝尔蒂将军愿意采取标准的沙漠策略，是用第21军的步兵主力沿着海岸公路前进。第21军主要的步兵师缺乏沙漠经验，所以由经验丰富的利比亚师和摩托化的马莱蒂集团从南面侧翼推进。贝尔蒂的地面部队由意大利皇家空军利比亚空军司令部提供支援，其拥有300架各种型号的戰机。司令部拥有4个轰炸机联队、1个战斗机联队、3个其他的战斗机大队、两个侦察机大队以及两个用于殖民地侦察的中队。義大利空军拥有萨伏伊-馬爾凱蒂SM.79型轰炸机，布雷達Ba.65型对地攻击机，菲亚特CR.42型战斗机和IMAM Ro.37、卡普羅尼Ca.309、卡普羅尼Ca.310bis型侦察机。司令部被建立以作为一个独立单位跟随和支援地面部队。相对于空军，贝尔蒂只能期待从意大利皇家海军获得少许支援。自義大利宣战以来已经损失了10艘潜艇，而舰队非常重要以至于不能在这里冒险，此外義大利海军已经遭遇了严重的油料短缺。

### 英联邦
面对義大利入侵的是西部沙漠军队，至此西部沙漠部队包含有力量不足的印度第4步兵师，由诺埃尔·贝雷斯福德-普雷斯少将指挥，和同样实力不足的第7装甲师（沙漠之鼠），由迈克尔·奥默尔·克莱格少将指挥。英军预计義军会快速推进至迈尔萨·马特鲁，至8月中旬英军把他们大部分的装甲部队集中在迈尔萨·马特鲁附近，留下由威廉·戈特准将指挥的第7装甲师支援团接管前线，支援团拥有3个摩托化步兵营，得到火炮和工程兵特遣部队和机枪部队支援。其被命令袭扰敌军，如果遭遇攻击应进行迟滞但不要和敌军过多纠缠。这样就可以用很小的损失防御边境和迈尔萨·马特鲁之间的地区并且将击败主要攻击的实力保留在马特鲁。
英军的防御计划因此很简单：主要由支援团组成的小规模防卫部队，此外包括第11轻骑兵团（师的侦察团）尽量给敌军制造更多的麻烦，并将在義军前进至迈尔萨·马特鲁之前在战场上持续后退。那里，一支强大的步兵力量将等待義军的攻击，同时在沙漠侧面的悬崖上，第7装甲师的主力将准备进行反击。防卫部队的目标似乎比实际的要大。大部分的支援团将要运用其机动性来保护沙漠侧翼，同时海岸附近将组成一支军队，包括冷溪护卫团（Coldstream Guards）第3营，该营同时得到皇家第1步枪营的1个连，自由法国摩托化海军陆战队的1个连的加强并得到火炮和机枪的支援。
1940年5月末中东的英国皇家空军拥有205架飞机的实力。其中包括96架老式的布里斯托爾孟買（Bristol Bombay）和布倫海姆（Blenheim）中型轰炸机。还包括75架老式的格洛斯特角鬥士（Gloster Gladiator）战斗机和34架其他种类飞机。在7月有4架霍克颶風（Hawker Hurricane）战斗机抵达，其中只有1架可以用于西部沙漠。
到7月底英国皇家海军赢得了地中海东部的控制权。所以英国获得了主动，他们可以炮击義大利海岸阵地并且并几乎一直不停的将补给沿着海岸运至迈尔萨·马特鲁和更远的地方。

## 入侵
1940年8月10日，失去耐心的墨索里尼给格拉齐亚尼元帅尼发出了一个严厉的指示：
入侵英国已经被决定，正在进行准备。至于日期可能是一周或一个月之内，此外当第一队德国人踏上英国领土的那天，你将要进行攻击。我再重复一遍目标不是领土，不存在对亚历山大甚至是塞卢姆的企图的问题。我仅仅要求你攻击你面对的英国军队。
作为对墨索里尼的回应，格拉齐亚尼命令第10集团军指挥官贝尔蒂将军准备8月27日行动。但是格拉齐亚尼、贝尔蒂或者其他在北非的将军都不相信一场攻势是可行的。墨索里尼在罗马的总参谋长巴多格里奧元帅承诺给予充足的补给和运输，但这些并没有被提供。
9月8日（在收到解职的威胁之后），格拉齐亚尼同意在第二天进入埃及。
推进的意大利部队包括五个步兵师和“马莱蒂集团”。前方包括大部分可用的利比亚单位。由利比亚殖民地皇家军队的一部分组成的利比亚常备骑兵，其也被称为“利比亚师集团”或者更简单称为“利比亚军”。其拥有沙漠部队和骆驼骑兵、步兵营、炮兵以及非正规骑兵。
推进计划由于运输能力不足被进行修改。从侧翼穿过沙漠的行动被取消，第1和第2利比亚师被用在靠近海岸的公路，作为第23军下辖步兵师的先头部队。马莱蒂集团被用作侧翼警卫。大体上，当其军队穿越对方领土时，贝尔蒂使用他的炮兵和坦克部队随同保护他的步兵。
1940年9月9日，意大利皇家空军的飞机开始和英国皇家空军的飞机展开空战。CR.42s型战斗机穿越利比亚东部和埃及西部领空。双方的轰炸机袭击敌方阵地。英国轰炸了意军后方的图卜鲁格和其他集结区域。而意大利尝试削弱入侵沿线的敌军。
意大利皇家军队在地面上的推进被证实非常艰难。一个师迷路并且许多发动机过热。数量处于劣势的英军部下地雷并撤退。
不幸的是，马莱蒂集团没有到达在西迪奧馬爾（Sidi Omar）战前的运输地点，此地靠近利比亚和埃及的边境。结果，意大利的地面入侵开始缓慢。由于无线电信号被中途截取，意大利自己将这条信息提供给世界其他地方。至9月10日以前第11轻骑兵团的装甲车辆都没有侦察到马莱蒂集团穿越沙漠的前进路线。一场大雾掩护了英军，使其可以在意大利人缓慢推进的时候掩护自己。当雾散去以后，第11轻骑兵团成为来自上方的意大利飞机的目标，他们使用坦克和大炮在地面上突围。
至9月13日，黑衫军第1师（3月23日师）重新占领了利比亚的卡普措堡垒。然后意大利军队穿越埃及和利比亚的边境。在“入侵埃及”开始了4天之后，意军进入了埃及。
同一天，第3冷溪护卫团的一个排在塞卢姆发现自己成为吸引整个利比亚第1师注意力的孤立目标。在他们到达开阔地带以前，利比亚人停下整列的大炮、坦克和运输车辆。一场猛烈的炮击，同样军队被派上高地上的英国人前沿阵地。但是，当攻击开始的时候，前哨的守卫人员已经撤退至哈法雅隘口。然而枪炮的吼叫声可以鼓舞意大利士兵，他们之前已经受到那些仅仅穿过视野似乎没有踪影的英军小部队的攻击。
意大利四个师的大部队缓慢的进军穿过隘口并遭遇小规模冲突。英军撤走后留下的地雷给意军造成了一些损失。意军仅仅看见或抓获了一名敌军士兵。损坏的和被遗弃的英军车辆是他们在这里的无声的证明。
9月16日，在阿拉姆达（Alam el Dab）地区当一大群意军坦克从海岸公路向内陆移动时，第3冷溪护卫团几乎被切断。其及时的对第11轻骑兵团发出了一次无线电呼叫要求援助，并从包围中突出。同一天即将结束时，大部分的防卫部队成功的撤往邻近的迈尔萨·马特鲁。至此，意大利军队到达其推进最远处，第1黑衫军师占领了西迪·巴拉尼。
意军前进至马克提拉(Maktila)；位于越过西迪·巴拉尼10英里（16公里）处；格拉齐亚尼提出补给问题并在此停下。他将他的问题报告给墨索里尼和巴多格里奧。与此同时，他宣布他的部队完全步行至迈尔萨·马特鲁需要6天时间。此外，他所需要的物品列表中现在包括一些新内容：600头骡子。似乎他已经放弃了得到更多运输车辆的希望。
在前进当中，意军占领了许多英军的飞机场。

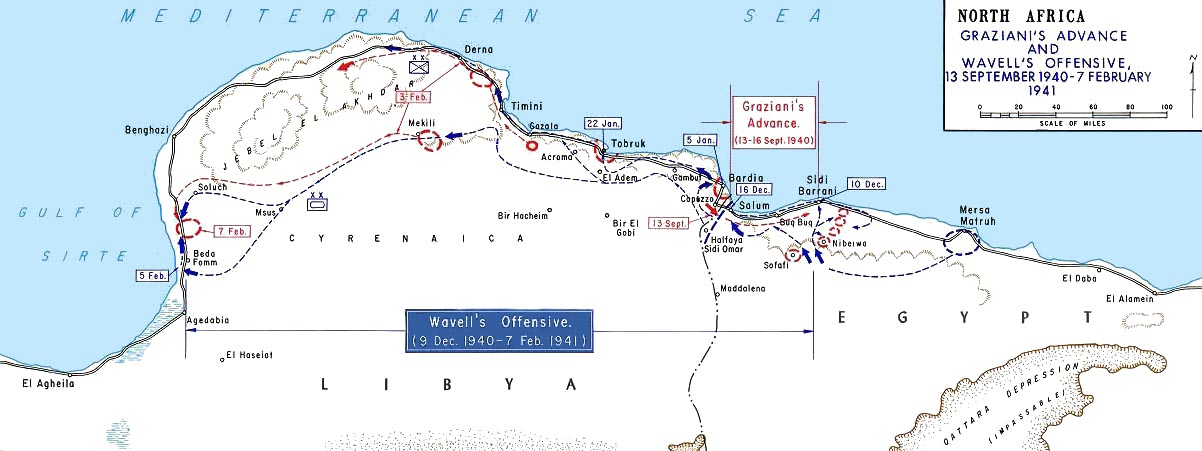
意大利入侵和英国的反击。

尽管墨索里尼激励他继续前进，格拉齐亚尼仍然在西迪·巴拉尼挖掘战壕。此外，他在马克提拉、图马尔（Tummar）和索法非（Sofafi）的悬崖上建立了九个加强营地。在他的后方，他将意大利师部署在布克-布克（Buq Buq）、西迪奧馬爾和哈法雅隘口。格拉齐亚尼现在位于英军主要防御阵地迈尔萨·马特鲁以西80英里（130公里）处。

## 结果
最终，意大利入侵埃及没能到达英军的主要防御阵地。没有继续前进至迈尔萨·马特鲁。这次入侵的结果与其最初的目标苏伊士运河相距甚远。
关于英军，韦维尔将军写到：
最大的荣誉应归于威廉·戈特准将指挥的支援团，和J.C.坎贝尔中校指挥的炮兵部队，他们的冷静和高效的作为使这次撤退得以完成，同时也得益于军队的忍耐力和战术技能。

关于意大利入侵埃及，墨索里尼在10月26日提出下面的问题:
在占领西迪·巴拉尼四十天之后，我问我自己一个问题，长时间的停滞对谁有利，敌人还是我们？我不愿意进行回答，它真的对我们比对敌人更有利吗……是时候提出你是否认为你希望继续进行指挥的问题了。
两天以后，10月28日，意大利军队入侵希腊，埃及和格拉齐亚尼都不再成为焦点。他被允许以从容的速度继续他的计划。意军对迈尔萨·马特鲁的推进计划于12月15日开始......或者是12月18日。但很快格拉齐亚尼和意军在埃及失去了对事态进展的控制。
1940年12月8日，英军对设立于西迪·巴拉尼外围防线的意大利加强营地进行了突袭。贝尔蒂将军正在病假期间，伊塔洛·加里波第（Italo Gariboldi）将军临时接替了他的职务。英军的袭击非常成功，第10集团军在埃及的单位很少有没被消灭或被迫撤退的。至12月11日，英军的袭击成为了一场全面的反击，被称为罗盘行动。意军被迫一次又一次的向利比亚更远处撤退。在这场以袭击开始的行动结束之前，整个第10集团军已经被歼灭。